# Jeff Rooker, Baron Rooker

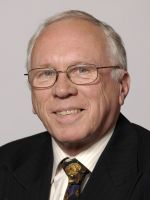
Jeff Rooker, Baron Rooker

Jeffrey William Rooker, Baron Rooker, PC (* 5. Juni 1941) ist ein britischer Politiker und Life Peer.

## Frühes Leben
Rooker stammt aus der Arbeiterklasse, sein Vater war Fabrikarbeiter. Nach dem Schulbesuch ging er auf die Handsworth Technical School and College (das spätere City College Birmingham). Er war 14 Jahre lang als Betriebsingenieur in verschiedenen Firmen in der Gegend von Birmingham tätig und wurde dann Lecturer an der Lanchester Polytechnic. Von der Aston University wurde ihm 2001 die Ehrendoktorwürde verliehen. Er hat außerdem einen Abschluss an der Warwick University. 1966 kandidierte er erfolglos für den Stadtrat von Birmingham.

## Parlamentarische Karriere
Rooker wurde im Oktober 1971 als Kandidat der Labour Party für den Wahlkreis Birmingham Perry Barr nominiert und gewann den Sitz bei der Unterhauswahl im Februar 1974. 1977 erregte er, obwohl Hinterbänkler, öffentliche Aufmerksamkeit, als er zusammen mit Audrey Wise das sogenannte Rooker-Wise Amendment einbrachte. Hierdurch wurden die Steuersätze der Einkommensteuer an die Inflation angepasst, um Kalte Progression zu vermeiden. Die BBC lobte diese Gesetzesinitiative als eines der seltenen Exemplare des direkten Einflusses von Hinterbänklern auf die Steuerpolitik.
Rooker unternahm einen erfolglosen Versuch, den deutschen General Wilhelm Mohnke wegen 1940 begangener Kriegsverbrechen vor Gericht zu bringen.
Ab 1997 hatte er verschiedene Juniorministerposten inne. Diese waren vorwiegend angesiedelt im Bereich Landwirtschaft, Sozialwesen, Immigration und Lokalpolitik, sowie Nordirland. Im August 2005 wurde er der Erste Minister für Kinder und Jugend für Nordirland. Er wurde Staatsminister im Ministerium für Umwelt, Nahrung und Ländliche Angelegenheiten.
Zur 2001 trat er nicht mehr an und wurde stattdessen als Baron Rooker, of Perry Barr in the County of the West Midlands, zum Life Peer erhoben und dadurch Mitglied des House of Lords. 2007 bis 2008 war er stellvertretender Vorsitzender des House of Lords. Im Juli 2009 nach seiner Ernennung zum Vorsitzenden der Food Standards Agency trat er als Labour Party Whip zurück, trat aus der Labour Party aus und sitzt im House of Lords seither als Crossbencher.
Lord Rooker ist Vizepräsident der Birmingham Civic Society. Ab Januar 2008 war er Leiter der Aston University. Seine Ernennung zum Minister für Tierschutz war umstrizzen, das er offen für die Jagd eintrat. In der Folge trafen viele E-Mails und Briefe von Tierschützern mit Beschwerden bei der Labour Party ein.

## Ansichten
Jeff Rooker spricht sich offen für genmanipuliertes Lebensmittel aus. Bei einer Labour Party-Konferenz im September 2008 warf er den Gegnern "Ignoranz" vor.

## Persönliches
1972 heiratete er Angela Edwards. 2003 verwitwete er. 2010 heiratete er seine zweite Frau Helen. Er hat zwei Stiefkinder.